# Lübeck
Bài bày viết về thành phố Lübeck. Xem các nghĩa khác tại Lübeck (định hướng)
Lübeck (tiếng Đức: [ˈlyːbɛk] ⓘ; Hạ Đức cũng là Lübeek; tiếng Đan Mạch: Lybæk [ˈlyˌpek]) tên chính thức là Thành phố Hanse Lübeck (tiếng Đức: Hansestadt Lübeck) là một thành phố trực thuộc tiểu bang Schleswig-Holstein, miền bắc nước Đức. Với khoảng 217.000 dân, Lübeck là thành phố lớn thứ hai trên bờ biển Baltic của Đức và Schleswig-Holstein sau thủ phủ Kiel, đồng thời nó là thành phố lớn thứ 35 tại Đức xét về dân số. Thành phố nằm ở vùng lịch sử Holstein, phía đông bắc của Hamburg, trên cửa sông Trave đổ ra vịnh Lübeck tại quận Travemünde và trên chi lưu của sông Trave là Wakenitz. Thành phố là một phần của vùng đô thị Hamburg và là thành phố cực tây nam của Baltic, cũng như là điểm tiếp cận gần nhất để đến Baltic từ Hamburg. Cảng Lübeck là cảng biển lớn thứ hai của Đức bên bờ Baltic chỉ sau Rostock. Thành phố nằm trong khu vực phương ngữ Bắc Hạ Sachsen của Hạ Đức.
Lübeck từng là thành bang đế chế tự do thuộc Đế quốc La Mã Thần thánh từ năm 1226, nổi tiếng là cái nôi và là thủ đô trên thực tế của Liên minh Hanse. Trung tâm thành phố của nó được UNESCO công nhận là Di sản thế giới. Trong khi biểu tượng của thành phố là Holstentor (cổng Holsten) thì đường chân trời của Lübeck bị chi phối bởi bảy tòa tháp của năm nhà thờ chính gồm nhà thờ chính tòa Lübeck, Nhà thờ Thánh Mary, Thánh Jacob, Thánh Peter và Thánh Giles. Nhà thờ chính tòa của thành phố được hoàn thành vào khoảng năm 1230, là nhà thờ lớn bằng gạch đầu tiên ở vùng Baltic. Trong khi nhà thờ Thánh Mary hoàn thành vào năm 1351, từng là hình mẫu cho các nhà thờ Gothic bằng gạch khác xung quanh Baltic. Nó có mặt tiền hai tháp chuông cao thứ hai sau Nhà thờ chính tòa Köln (chỉ vượt qua nó vào năm 1880), đồng thời có mái vòm bằng gạch cao nhất và là công trình bằng gạch cao thứ hai chỉ sau Nhà thờ Thánh Martin ở Landshut. Travemünde là một quận nghỉ mát bên bờ biển nổi tiếng và tòa nhà cao tầng Maritim của nó là ngọn hải đăng cao thứ hai trên thế giới với độ cao 114 mét (374 ft). Lübeck còn được biết đến với món bánh hạnh nhân.

## Lịch sử
Con người định cư ở khu vực xung quanh vùng ngày nay là Lübeck sau Thời kỳ băng hà cuối cùng Weichselian kết thúc vào khoảng năm 9700 trước Công nguyên. Một số mộ đá thời đại đồ đá mới có thể được tìm thấy trong khu vực.
Vào khoảng năm 700 sau Công nguyên, các dân tộc Slav bắt đầu di chuyển đến các phần phía đông của vùng đất Holstein, một khu vực trước đây được định cư bởi các sắc tộc German đã chuyển đến trong Giai đoạn Di cư. Charlemagne đã nỗ lực Cơ đốc giáo hóa khu vực này đã bị phản đối bởi những người Sachsen. Ông đã trục xuất nhiều người Sachsen và đưa những người Slav đến. Liubice (có nghĩa là "đáng yêu") được thành lập trên bờ sông Trave cách trung tâm thành phố Lübeck ngày nay khoảng 4 km (2,5 mi) về phía bắc. Vào thế kỷ 10, nó trở thành khu định cư quan trọng nhất của những người Abodrite và một lâu đài đã được xây dựng tại đó. Năm 1128, những kẻ ngoại đạo Rani đến từ đảo Rügen đã san bằng Liubice.
Năm 1143, Adolf II, bá tước của Schauenburg và Holstein đã thành lập thị trấn hiện đại như một khu định cư German của người trên đảo Bucu. Ông đã xây dựng một lâu đài mới, lần đầu tiên được sử gia Helmold đề cập đến là tồn tại vào năm 1147. Adolf phải nhường lâu đài cho Công tước xứ Sachsen là Heinrich Sư Tử vào năm 1158. Sau khi Henry mất quyền lực vào năm 1181, thị trấn trở thành Thành phố Đế quốc Tự do trong 8 năm. Hoàng đế Friedrich I của Thánh chế La Mã (trị vì 1152–1190) quy định rằng thành phố phải có một hội đồng cai trị gồm 20 thành viên. Với hội đồng do các thương gia thống trị, các lợi ích thương mại thực dụng đã định hình trên nền tảng chính trị của Lübeck trong nhiều thế kỷ. Hội đồng tồn tại đến thế kỷ 19. Thị trấn và lâu đài đã thay đổi quyền sở hữu trong một thời gian sau đó và hình thành một phần của Công quốc Sachsen cho đến năm 1192, thuộc hạt Holstein cho đến năm 1217, và của vương quốc Đan Mạch cho đến trận Bornhöved năm 1227.

### Thành phố Hanse
Vào khoảng năm 1200, cảng trở thành điểm khởi hành chính của những người thuộc địa đến các vùng lãnh thổ Baltic bị chinh phục bởi Hiệp sĩ Livonia, và sau đó là Hiệp sĩ Teuton. Năm 1226, Hoàng đế Frederick II nâng thị trấn lên vị thế của một thành phố tự do của Đế quốc, theo đó nó trở thành Thành phố Tự do Lübeck.
ào thế kỷ 14, Lübeck trở thành "Nữ hoàng của Liên minh Hanse", cho đến nay là thành viên lớn nhất và quyền lực nhất của tổ chức thương mại thời Trung Cổ đó. Năm 1375, Hoàng đế Karl IV đặt cho Lübeck là một trong năm "Tự hào của Đế quốc", cùng với Venezia, Roma, Pisa và Firenze.
Một số xung đột về đặc quyền thương mại dẫn đến giao tranh giữa Lübeck (cùng Liên minh Hanse) với Đan Mạch và Na Uy, với kết quả khác nhau. Trong khi Lübeck và Liên minh Hanse thắng thế trong các cuộc xung đột vào năm 1435 và 1512, thì Lübeck đã thua khi tham gia vào Chiến tranh Bá tước, một cuộc nội chiến diễn ra ở Đan Mạch từ năm 1534 đến năm 1536. Lübeck cũng tham gia liên minh Schmalkaldischer Luther giữa thế kỷ 16.
Sau thất bại trong Chiến tranh Bá tước, quyền lực của Lübeck từ từ suy giảm. Thành phố vẫn giữ vị trí trung lập trong Chiến tranh Ba Mươi Năm (1618–1648) nhưng sự tàn phá từ cuộc chiến kéo dài hàng thập kỷ và định hướng thương mại mới xuyên Đại Tây Dương của châu Âu đã khiến Liên minh Hanse nói chung và Lübeck nói riêng giảm dần tầm quan trọng. Tuy nhiên, ngay cả sau khi Liên minh Hanse tan rã trên thực tế vào năm 1669, Lübeck vẫn là một thị trấn thương mại quan trọng trên biển Baltic.